# Stoco Lake
Stoco Lake är en sjö i Kanada.   Den ligger i countyt Hastings County och provinsen Ontario, i den sydöstra delen av landet, 160 km sydväst om huvudstaden Ottawa. Stoco Lake ligger 136 meter över havet. Arean är 5,8 kvadratkilometer. Den sträcker sig 4,4 kilometer i nord-sydlig riktning, och 2,6 kilometer i öst-västlig riktning.
Omgivningarna runt Stoco Lake är en mosaik av jordbruksmark och naturlig växtlighet. Runt Stoco Lake är det glesbefolkat, med 8 invånare per kvadratkilometer.